# Kawasaki Versys
La Versys 650 est une moto produite par le constructeur japonais Kawasaki.
Elle a été conçue pour être polyvalente, d'où son nom « Versys » pour « Versatile System ».
La Versys reprend la base mécanique et esthétique de sa consœur la ER-6 : bicylindre parallèle, pot placé sous le moteur. Elle se distingue par son gabarit et son look relativement plus haut par rapport à la route. Débattements de suspensions allongés, elle se rapproche du trail et du supermotard.

Son réservoir lui assure une autonomie de 360 kilomètres.
La Kawasaki Versys a pour l'heure (2022) connu quatre versions :
| Version | Dates de production | Caractéristiques | Image               |
| ------- | ------------------- | --- | ------------------- |
| I       | 2007-2010           | Face avant avec les deux phares l'un sur l'autre et cerclés de noir. Les roues sont de 17 pouces, le moteur de 649 cm3 développe 64 ch à 8 000 tr/min et 6,20 kg m de couple à 6 800 tr/min. Elle dispose également de l'ABS en option. | Kawasaki versys v I |
| II      | 2010-2015           | Modifications sur le support de phare et la tête de fourche (cerclage argenté). L’échappement et la coque arrière sont également modifiés. D'un point de vue dynamique, le débattement de la fourche avant passe à 150 mm. |                     |
| III     | 2015-202e[Quoi ?]   | Le bloc phare passe à l'horizontale, esthétiquement la tête de fourche et l'avant de la machine changent pour devenir plus agressifs et plus englobants. Un travail a également été fait sur les silent blocs afin de limiter les vibrations à régime constant. Le triangle assise/poignées/repose pieds est retravaillé pour augmenter le confort. Le moteur augmente en puissance en passant a 69 ch à 8 500 tr/min et le couple passe à 6,52 kg m à 7 000 tr/min. Côté équipement, la bulle est réglable sans outils, la boucle arrière est renforcée pour augmenter la capacité d'emport. De manière globale, la moto prend 8 kg pour peser 214 kg ou 216 avec l'ABS. |                     |
| IV      | 2022-               | En 2022, le facelift de la Versys 650 phase IV est surtout une occasion de mettre à jour l’équipement de bord et d'ajouter le contrôle de traction KTRC. L’affichage change de génération en adoptant la dalle TFT de 4,3 pouces des cousines Z 650 et Z 900. Le moteur satisfait désormais les normes Euro 5. |                     |